# 泰道三八
泰道 三八（たいどう さんぱち、1945年〈昭和20年〉1月31日 - ）は、日本の実業家、元政治家。元衆議院議員（1期）。千葉県出身。旧名彰良。名前の由来は、自身の出生時の父・泰道照山の年齢。元エスエス製薬会長。元コスモ信用組合理事長。

## 経歴
1945年1月31日、東京都生まれ。1957年、千代田区立番町小学校卒業。1960年、千代田区立麹町中学校卒業。1963年、私立開成高等学校卒業。
1964年4月、米国ニューヨークの製薬会社ファイザー・インターナショナルとアラバマ州の銀行シティーナショナルバンク・オブ・タスカルーサにて研修生として約半年間勤務。
1968年、慶應義塾大学経済学部卒業。同年、エスエス製薬に入社。1970年、取締役に就任。同年、東都信用組合の再建に取りかかる（東都信用組合は後のコスモ信用組合の前身）。1973年、東都信用組合理事長に就任。1975年、ミサワホームと神奈川東洋住宅工業株式会社を合弁で設立。代表取締役社長に就任。

### 衆議院議員、選挙違反
1979年の第35回衆議院議員総選挙に新自由クラブ公認で千葉1区から立候補したが次点で落選。
泰道は新自由クラブに見切りをつけて自民党に接近。選挙後入党の約束の下に、自民党県議の吉原鉄治らの支援を受けながら、1980年の第36回衆議院議員総選挙に無所属・新自由クラブ推薦で立候補。系列会社の社員を総動員して、手当たり次第に戸別訪問させて、エスエス製薬の薬箱やジュース、またはウィスキーなどを配った。「泰道派の運動員です」とトイレを借りては1万円をお礼するなど派手に買収工作を行った。その結果、13万余票を集めトップで初当選した。
しかしにわか仕立ての社員運動員を使いすぎたため、訪問先が他派の幹部宅や巡査の家だったことに選対事務局は気が付かなかった、密告が相次ぎ、泰道が入党した途端に大規模な検挙が始まった。運動員は計103人が逮捕された。吉原は責任を取らされ、自民党県連幹事長を辞任した。泰道は1983年の解散まで議員職を全うした。党内では宏池会に所属した。
衆議院商工委員会委員、衆議院大蔵委員会委員、自民党青年局次長、自民党国際局次長、自民党国会対策委員会副委員長、自民党財政部会委員などを歴任。1981年、医療法人千葉病院監事。1982年、千葉交響楽団協会会長、市川交響楽団協会会長。1983年、エスエス製薬代表取締役に就任。
1983年の第37回衆議院議員総選挙は自民党公認で立候補するが、候補者8人中7位で落選した。
1987年、株式会社コスモ総合研究所を設立。代表取締役社長就任。同年、コスモバンカーズ投資顧問株式会社（現在のプライオール投資顧問）を設立。1989年、エスエス製薬代表取締役会長に就任。
1995年、自らが理事長を務めるコスモ信用組合が経営破綻、東京都によって業務停止命令が出され経営責任を取り辞任。破綻の責任を取り、全ての役職を辞任。

### 背任容疑で逮捕
1996年5月、東京地検特捜部に信組をめぐる乱脈融資事件で背任容疑により逮捕され、小菅の東京拘置所に311日間、拘留される。
2000年2月20日、東京地方裁判所で実刑4年の判決。
2005年6月29日、東京高等裁判所で実刑3年6ヶ月の判決。
即日、最高裁判所に上告するも、2009年4月に上告棄却。懲役3年6ヶ月の実刑が確定。
2009年5月、収監。2011年9月に仮釈放され、2012年8月に刑期が満了する。

## 人物像

### 裁判
旧コスモ信用組合の乱脈融資事件で、背任罪に問われた泰道ら5人の上告について、最高裁第1小法廷（桜井龍子裁判長）は2009年3月27日までに、いずれも棄却する決定をした。1審の初公判から12年半を経て、泰道を懲役3年6月の実刑に、元副理事長佐藤丈次らほかの4被告を懲役2年10月－1年10月、いずれも執行猶予3年とした2審東京高裁判決が確定する。決定は25日付。
2005年の2審東京高裁判決によると、泰道らは共謀して1992年－1993年、グループ企業の不良資産を高値で買い取らせるため、ペーパーカンパニーに計約153億円を不正に融資し、信組に損害を与えた。2審判決は、整理回収機構が起こした損害賠償請求訴訟で泰道らが和解したことを考慮。泰道に懲役4年を言い渡すなどした1審判決より、それぞれ減刑した。

## 家族・親族

### 泰道家
（三重県、千葉県）
- 父・照山（実業家、エスエス製薬元会長）

1907年（明治40年）1月生 - 1984年（昭和59年）2月没
- 母・とみ
- 長姉・志計子
- 長姉の夫・宮本輝久（宮本央の四男・安蔵の次男。）
- 姪・宮本佳代子（志計子と輝久の娘、経営コンサルタント、実業家）

1956年（昭和31年）生 -
- 次姉

1938年（昭和13年）9月生 -
- 次姉の夫・正年（旧姓は藤田、実業家）
- 三姉

1940年（昭和15年）11月生 -
- 三姉の夫・数土直方（数土文夫の兄、経営者、薬学博士、エスエス製薬の名誉会長）
- 長妹

1950年（昭和25年）生 -
- 次妹

1953年（昭和28年）生 -

### 親戚
- 姪の元夫・小泉純一郎（佳代子の元夫、政治家、元総理大臣）
- 大甥・小泉孝太郎（俳優、タレント）、小泉進次郎（政治家、衆議院議員）
- 大甥の妻・滝川クリステル（進次郎の妻、フリーアナウンサー、動物愛護家）

## 著書
- 泰道三八『こんな社長には金を貸せない』日刊工業新聞社〈ウイークエンドブックス〉、1978年6月。ASIN B000J8OG7G。